# بيرنوفا
بيرنوفا هي قرية تقع في إقليم ياش في رومانيا وبلغ عدد سكانها 3,935 نسمة في عام 2002م.